# Focke-Wulf Ta 183
Focke- Wulf Ta 183 Huckebein (také Focke-Wulf Jäger-Projekt VI) byl projekt německé proudové stíhačky z období druhé světové války. Měl se stát následníkem stíhačky Me 262 a jiných proudových letadel. Vývoj se do konce války nedostal dál, než k testům v aerodynamických tunelech, ale po válce ovlivnil některé konstrukce a na základě tohoto návrhu byl postaven stroj FMA Pulqui II.

## Vznik a vývoj

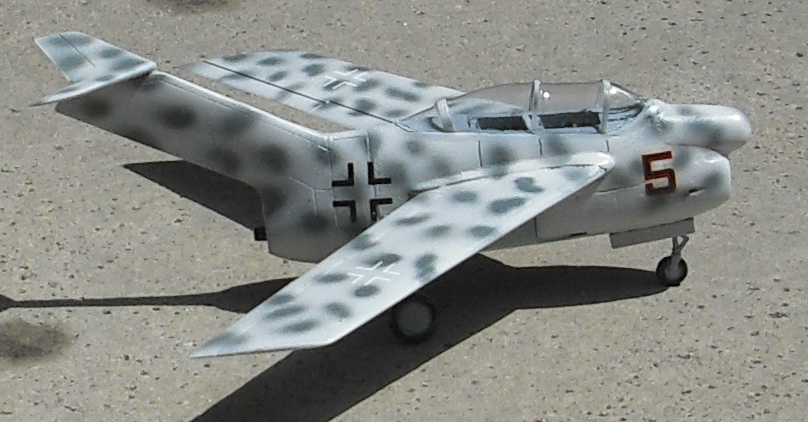
Ta 183 B

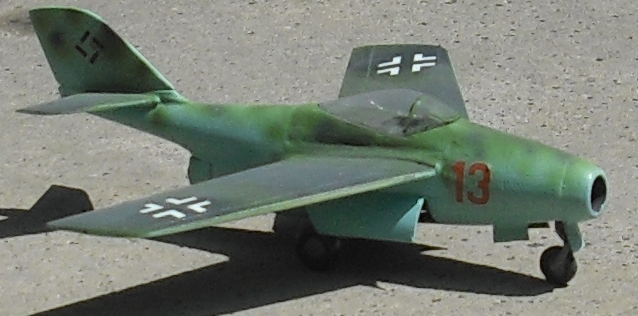
Model konečného Návrhu III

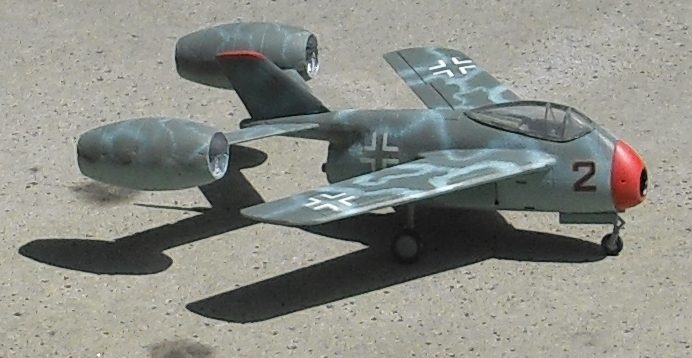
Model Fw Super-Lorin

Začátkem roku 1945 se RLM (říšské ministerstvo letectví) dostalo do kontaktu se spojeneckými návrhy proudových letadel. Museli čelit strojům Gloster Meteor a tak (konečně) zastavili vývoj bombardérů a stíhacích bombardérů a pokračovalo se jen v návrzích proudových stíhaček, které by nahradily Me 262 a He 162.
Výsledkem byla série návrhů pokročilých letadel se šípovitými křídly pro lepší vlastnosti při nadzvukovém letu. Někteří inženýři navrhli bezocasá nadzvuková letadla (ale tehdy nevěděli, že bezocasá letadla měla při nadzvukové rychlosti velké problémy - to se ukázalo u amerického X-4 Bantam), jiní dokonce navrhli létající křídla či ornitoptéry. Největší šanci měl návrh profesora Kurta Tanka pod označením „Huckebein“ (posměváček, komik, který dělá druhým zle), také byl známý jako Projekt V (některé prameny uvádějí Projekt VI); ve firmě Focke-Wulf byl označovaný jako Návrh II.
Vývoj začal začátkem roku 1942 jako projekt V/ VI, kdy inženýr Hans Multhopp shromáždil konstrukční skupinu a začal navrhovat novou stíhačku založenou na studiích proudových stíhaček firmy Focke-Wulf. Multhopp pochopil, že tyto stroje neměly šanci uspět, protože nebyly schopny překonat zvukovou bariéru. Plánovalo se použít vylepšené proudové motory Heinkel HeS 011, i když první prototypy měly být poháněné ještě motory Jumo 004B. Uvažovalo se i o použití pomocných startovacích raketových motorů umístěných pod křídly s časem hoření 200 sekund. Křídla měla mít šípovitost 40° a být namontována ve středu trupu, oproti jiným návrhům dost daleko.
Původní návrh počítal s použitím ocasu tvaru T s hlavním vertikálním stabilizátorem a poddimenzovaným horizontálním stabilizátorem. Vertikální ocas měl šípovitost 60° a horizontální plochy měly tvar písmena V. Projekt však doprovázelo mnoho problémů, hlavně se stabilitou. Z tohoto důvodu se práce začala soustřeďovat na jiné projekty. I když RLM projekt zastavilo, později v něm nařídilo pokračovat.
Ta 183 měl krátký trup. Nasávací otvor se nalézal v nose letadla a přecházel pod kokpitem do motoru. Kokpit byl přetlakový a měl tvar skleněné bubliny, což dávalo pilotovi výborný rozhled. Hlavní výzbroj měly tvořit 4 kanóny MK 108 ráže 30 mm umístěné okolo nasávacího otvoru v nose. Stroj mohl nést i 500 kg bomb.
Multhoppův tým představil druhou verzi, Návrh III a upravený Návrh II. Upravený Návrh II měl trochu jiný tvar křídel a upravený podvozek, takže rozdíly velké nebyly. Návrh III měl šípovitost křídel 32° a kokpit s křídly byly posunuty víc dozadu. Také došlo k úpravám ocasu. Tato verze vypadala "konvenčněji", ale i tučně, protože byla krátká.
Druhý z těchto návrhů byl velením Luftwaffe oficiálně objednaný pro další zkoušky koncem roku 1944. 28. února 1945 nakonec vybrali z více projektů přepadových stíhaček stroj Junkers EF128, tým firmy Focke-Wulf skončil v soutěži druhý. Nakonec však během posledních dvou týdnů války komise v Bad Eilsen změnila názor a potvrdila, že Huckebein byl přece jen lepší konstrukcí. Kurtu Tankovi okamžitě přikázali, aby připravil výrobu. Plánované výkony stroje byly 1 000 km/h rychlost v 7 000 metrech. Předpokládaná výroba měla být 300 letadel za měsíc, přičemž na každé letadlo by bylo potřeba 2 500 hodin práce.
Bylo postaveno 16 prototypů, zkoušely se různé tvary ocasu. Z testovacích strojů měly být V1 až V3 poháněné motorem Jumo 004B, dokud by nepřišla zásilka motorů HeS 011. Ta 183 V4 až V14 byly prototypy nulté série a V15 a V16 byly používané pro statické testy. První let se měl konat v květnu roku 1945, ale 8. dubna továrnu obsadili Britové.

## Vliv

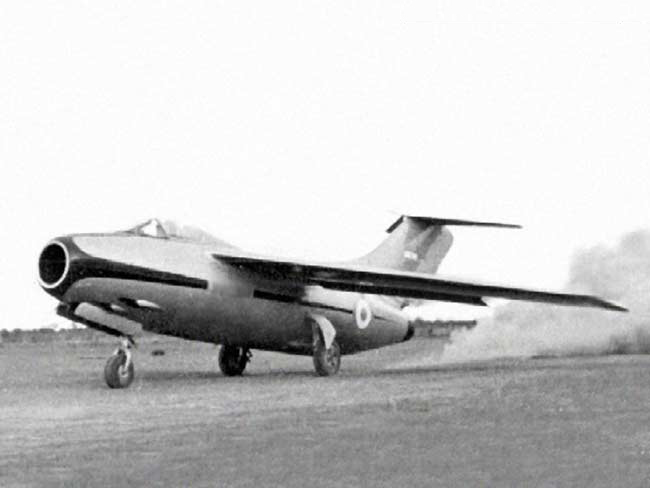
Iae Pulqui II při vzletu

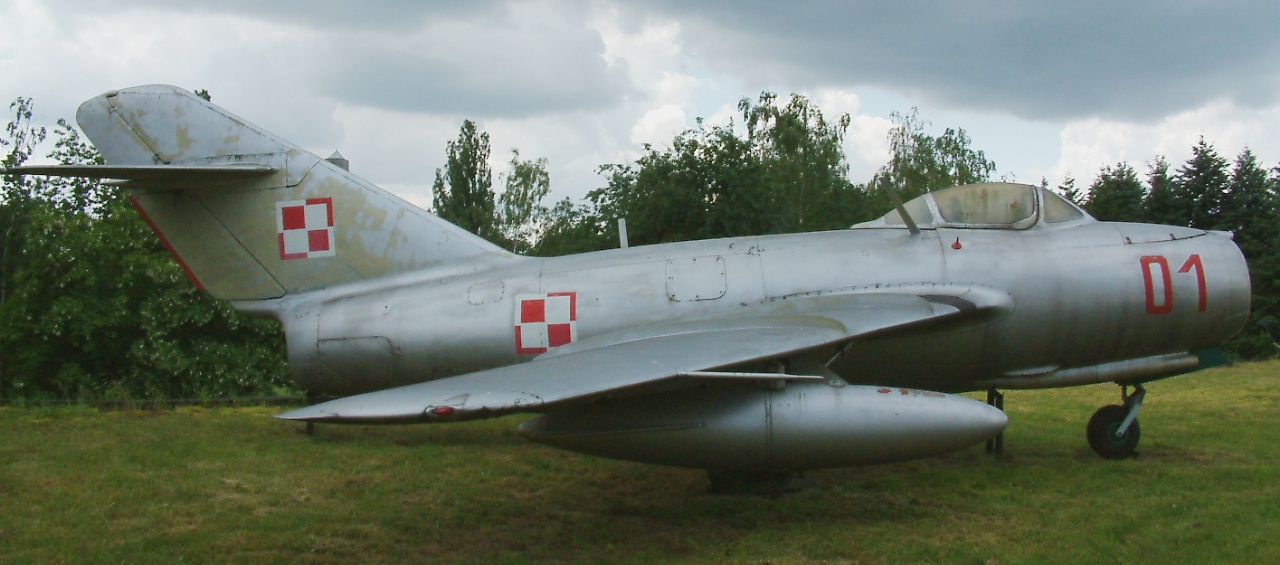
MiG-15

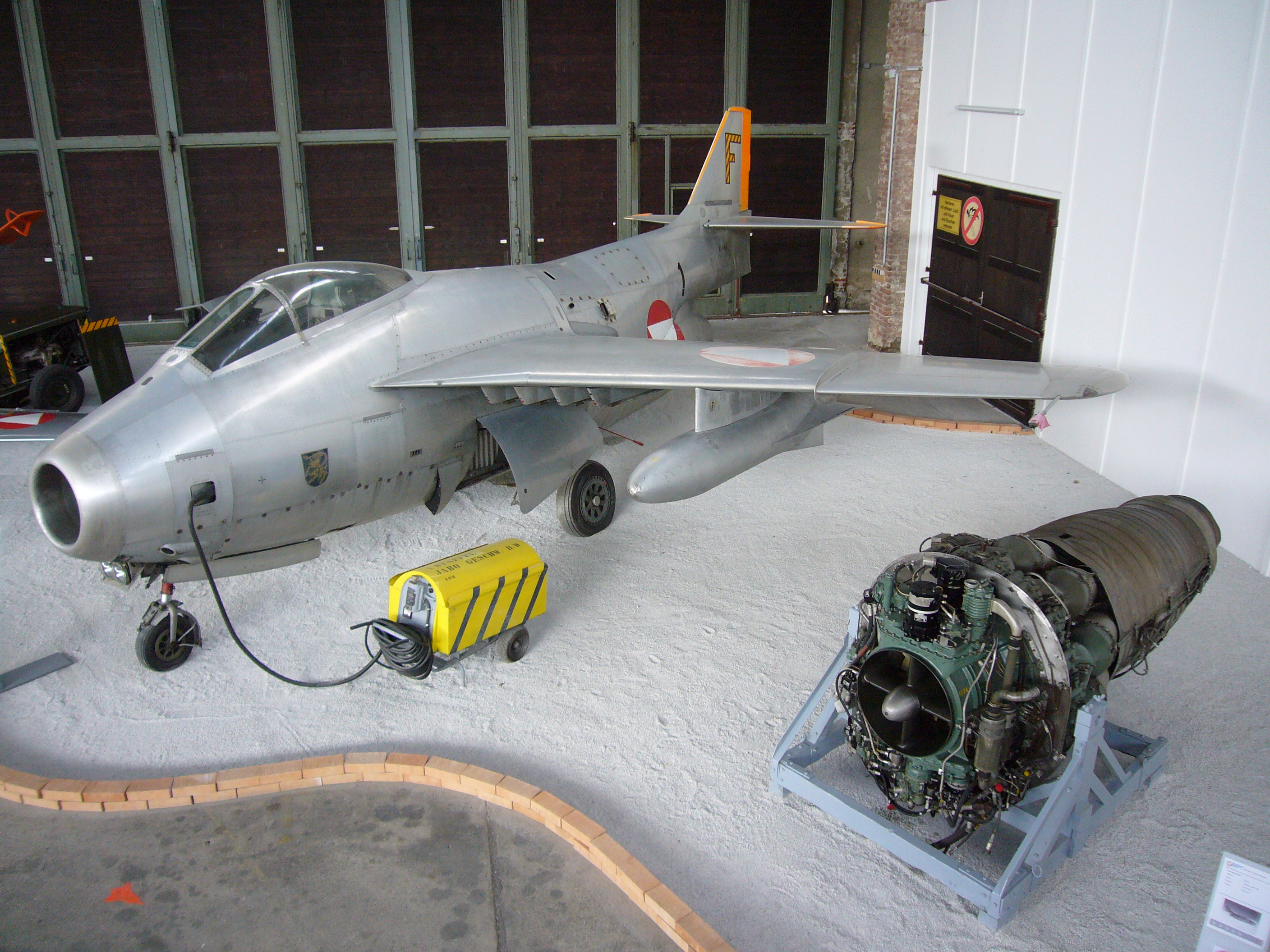
Saab Tunnan

Některé zdroje uvádějí, že známý sovětský stroj, MiG-15 byl Ta 183 minimálně inspirován, protože Sověti se zmocnili plánů prototypu Ta 183 a v SSSR bylo značně praktikováno reverzní inženýrství. MiG-15 má některé povrchové podobnosti s Ta 183, ale jeho stavba je rozdílná, detaily a rozměry jsou také jiné. Za relativně zásadní lze považovat i rozdíl v použitých materiálech - duralumin D-16T MiGu-15 je všemi vlastnostmi zcela nepodobný dřevu a překližce použitým ke konstrukci a potahu křídel a ocasních ploch Ta 183. Nicméně tvarově podobné jsou ocasní plochy, kapkovitý překryt kabiny, nasávací otvor v přídi a umístění zbraní okolo přídě, což však bylo v té době běžné (podobně vypadaly i americké F-84, francouzské Dassault Ouragan a Mystère, či švédský Tunnan). Detailní popis vývoje stíhačky MiG-15 byl publikován ruským historikem Jefimem Gordonem, který vyvrací jakékoliv spojení s Ta 183 a ukazuje, že MiG 15 byl úplně jiný návrh. MiG-15 měl šípovitá křídla proto, že se sovětští konstruktéři chtěli údajně odlišit od západních návrhů. Tyto návrhy spíše vycházely z "více domácího" vývoje letounu MiG I-270 (který byl vyroben podle plánů další německé stíhačky Me 263).
Po válce Kurt Tank, který byl v exilu v Argentině, pokračoval v projektu Ta 183 pod názvem IAe Pulqui II. Tato verze měla z neznámých důvodů křídla namontována výš, což vedlo k problémům při letu ve strmém úhlu.[zdroj⁠?!] Tyto problémy byly řešitelné a tak se plánovala upravená verze, která měla problémy vyřešit. Nicméně finanční krize v roce 1953 a pád Juana Peróna v roce 1955 znamenaly definitivní konec.
Po konci války byl Multhopp v rámci operace Paperclip odvezen do USA, kde pokračoval ve vývoji letadel. Tam se podílel[zdroj⁠?!] např. na strojích F-86 a F-84F, oba se šípovitými křídly. Další letadlo ovlivněné Ta 183 byl Saab 29 Tunnan.[zdroj⁠?!] Konstruktéři ze Saabu dostali německou dokumentaci o šípovitých křídlech díky Švýcarům.[zdroj⁠?!] To znamenalo začátek vývoje vynikajícího švédského letadla Tunnan, které sloužilo až do 70. let.

## Specifikace (Ta 183 původní návrh)

Focke-Wulf Ta 183

### Technické údaje
- Osádka: 1
- Rozpětí: 10 m
- Délka: 9,2 m
- Výška: ??? m
- Nosná plocha: 22,5 m²
- Hmotnost prázdného stroje: 2 380 kg
- Vzletová hmotnost: 4 300 kg
- Plošné zatížení: 196 kg/m²
- Pohonná jednotka: 1× proudový motor Heinkel HeS 011 o tahu 15,6 kN

### Výkony
- Maximální rychlost: 955 km/h
- Dostup: 14 000 m
- Stoupavost: 20,4 m/s
- Poměr Tah/Hmotnost: 0,37

### Výzbroj
- 4 kanóny MK 108 ráže 30 mm
- 4 střely Ruhrstahl X-4 nebo 500 kg bomb